# داحسية أردنية
الداحسية الأردنية (الاسم العلمي: Paronychia jordanica) (باللاتينية: Paronychia jordanica) نوع نباتي يتبع جنس الداحسية من الفصيلة القرنفلية.

## البيئة والانتشار
النبات متوطن في بلاد الشام فقط، حيث ينتشر في الأقطار الشامية الأربعة.